# Grace Thorpe
Grace Thorpe o No Ten O Quah  ("dona amb el poder del vent que bufa abans de la tempesta") (Oklahoma, 1921-2008) va ser una activista ameríndia fox i sauk, filla de l'esportista Jim Thorpe, que participà i encapçalà amb el mohawk Richard Oakes l'ocupació d'Alcatraz per l'AIM el 9 de novembre del 1969. També lluità pel retorn de les medalles arrabassades al seu pare injustament. Cap al 1991 fundà National Environmental Coalition of Native Americans (NECONA) per a lluitar contra les nuclears a territori indi. La seva filla Dagmar Thorpe també és una coneguda activista i intel·lectual.